# Бертельс, Борис Александрович
Борис Александрович Бертельс (26 ноября [8 декабря] 1889, Санкт-Петербург — 1 сентября 1954, Севастополь) — советский театральный режиссёр. Заслуженный деятель искусств Крымской АССР (1940).

## Биография
Родился в семье врача казённого Охтинского порохового завода.
Окончил в 1907 году Петербургский кадетский корпус, в 1910 году — школу А. Суворина при Театре литературно-художественного общества .
В 1914 году возглавлял Молодой театр в Лесном под Петербургом, в годы Первой Мировой войны был главным режиссёром Литейного театра и Троицком театре в Петрограде, работал с драматической труппой в Петрозаводске, в молдавском городе Сороки.
Летом 1917 года стал во главе летучего артистического отряда № 3, выступал на фронте. С 1918 года — главный режиссёр Театра Северо-Западной железной дороги, позже 1-й передвижной труппы Петровоенкома 16, театра Сатиры, театр Гознака, Государственного театра в Смольном.
В 1922—1925 годы возглавлял драматические театры в Петрозаводске и Смоленске. С 1926 года работал в драмтеатре Ярославля, также работал в театрах Харькова и Витебска.
С 1928 года Б. Бертельс работал в Крыму. В 1928—1935 годах главный режиссёр Крымского государственного драматического театра им. М. Горького.
В Севастополе под его руководством была создана учебная студия для молодых актёров. С 1935 года — главный режиссёр Севастопольского театра.
С началом Великой Отечественной войны Бертельс был эвакуирован в Абхазию. За руководство театр Дома Красной Армии в Сухуми награждён медалью «За оборону Кавказа».
В 1947 году вернулся в Севастополь, где продолжил руководство драмтеатром. Скончался  1 сентября 1954 после тяжёлой болезни, похоронен на кладбище Коммунаров.

## Постановки
- «Горе от ума» А. Грибоедова
- «Царь Фёдор Иоаннович» А. Толстого
- «Анна Каренина» Л. Толстого
- «Отелло» В.Шекспира
- «Гамлет» В. Шекспира
- «Бесприданница» А. Островского
- «Обрыв» по И. Гончарова
- «Дворянское гнездо» И. Тургенева
- «Уриэль Акоста» К. Гуцкова
- «Хозяйка гостиницы» К. Гольдони
- «Кровавая шутка» Шолом-Алейхема
- «Чапаев» Д. Фурманова
- «Порт-Артур» Л. Никулина.
- «Защитники Севастополя» И. Луковского
- «Враги» Максима Горького,

и другие.